# Süderoogsand
Suderoogsand est une île allemande de la mer des Wadden elle fait partie des îles frisonnes septentrionales

## Géographie
L'île a une surface de 22.4 km² et ne possède aucune population. Ce territoire fait partie du land Schleswig-Holstein au nord du pays.